# Timo Vuorensola

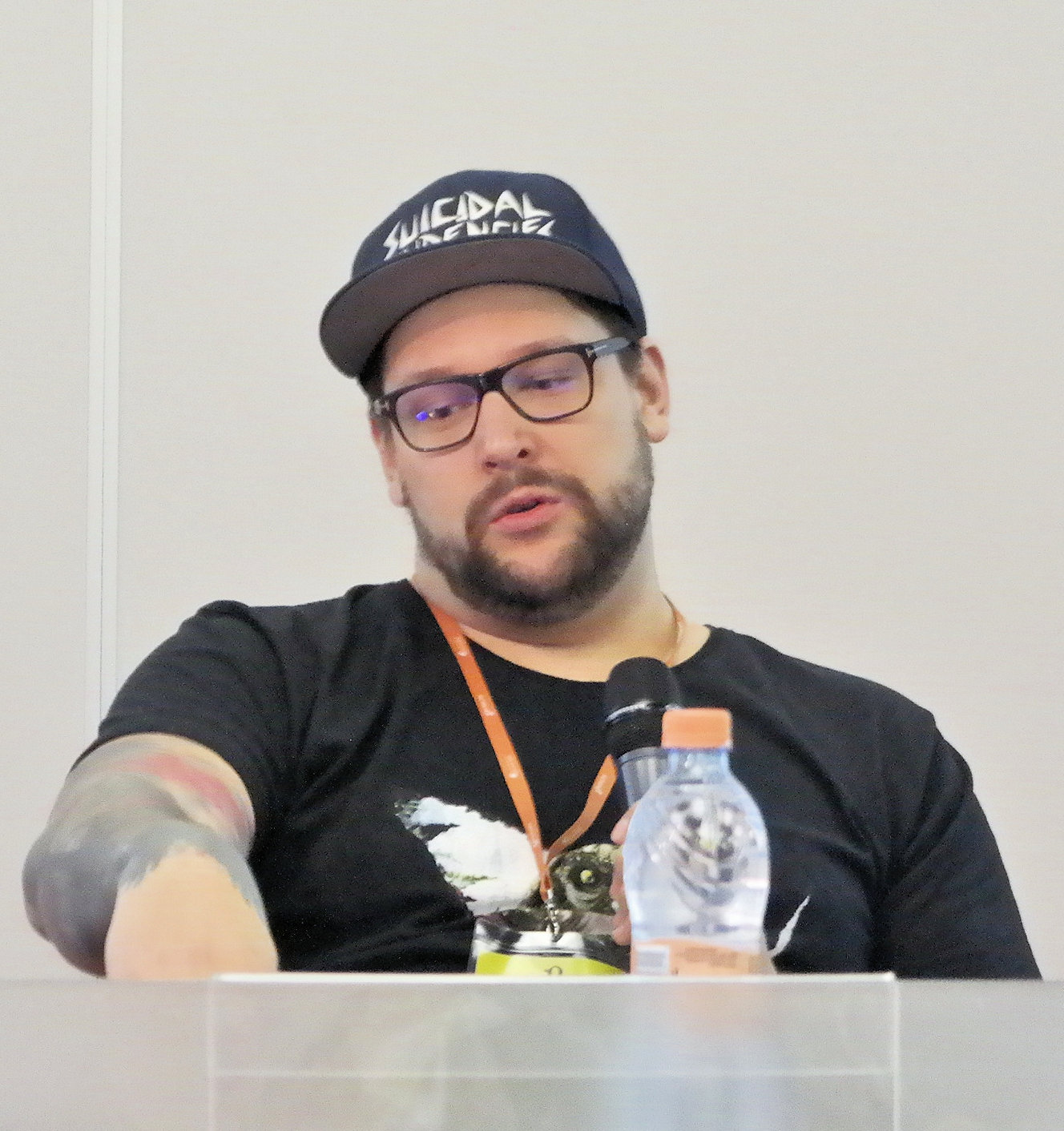
Timo Vuorensola bei der Multigenre Fan Convention Pyrkon 2017 in Posen

Timo Vuorensola (* 29. November 1979) ist ein aus Tampere stammender, finnischer Regisseur und Schauspieler.

## Leben und Wirken
Er hat bei den Star Wreck-Filmen Star Wreck V: Lost Contact und Star Wreck: In the Pirkinning, welche von Samuli Torssonen erdacht wurden, Regie geführt. Des Weiteren spielte Vuorensola in der Star-Wreck-Reihe den taktischen Offizier Dwarf, welcher an die Klingonen in Star Trek angelehnt ist.
Zuletzt führte er beim SciFi-Satire-Film Iron Sky und dessen Nachfolger Iron Sky: The Coming Race Regie. Aktuell führt er Regie bei der Produktion zu I Killed Adolf Hitler, basierend auf dem gleichnamigen Comic des Norwegischen Zeichners Jason.
Im Herbst 2022 ist sein Film Jeepers Creepers: Reborn erschienen.

## Filmografie
- 1996: Star Wreck IV: The Kilpailu
- 1997: Star Wreck V: Lost Contact
- 1998: Norjalainen huora

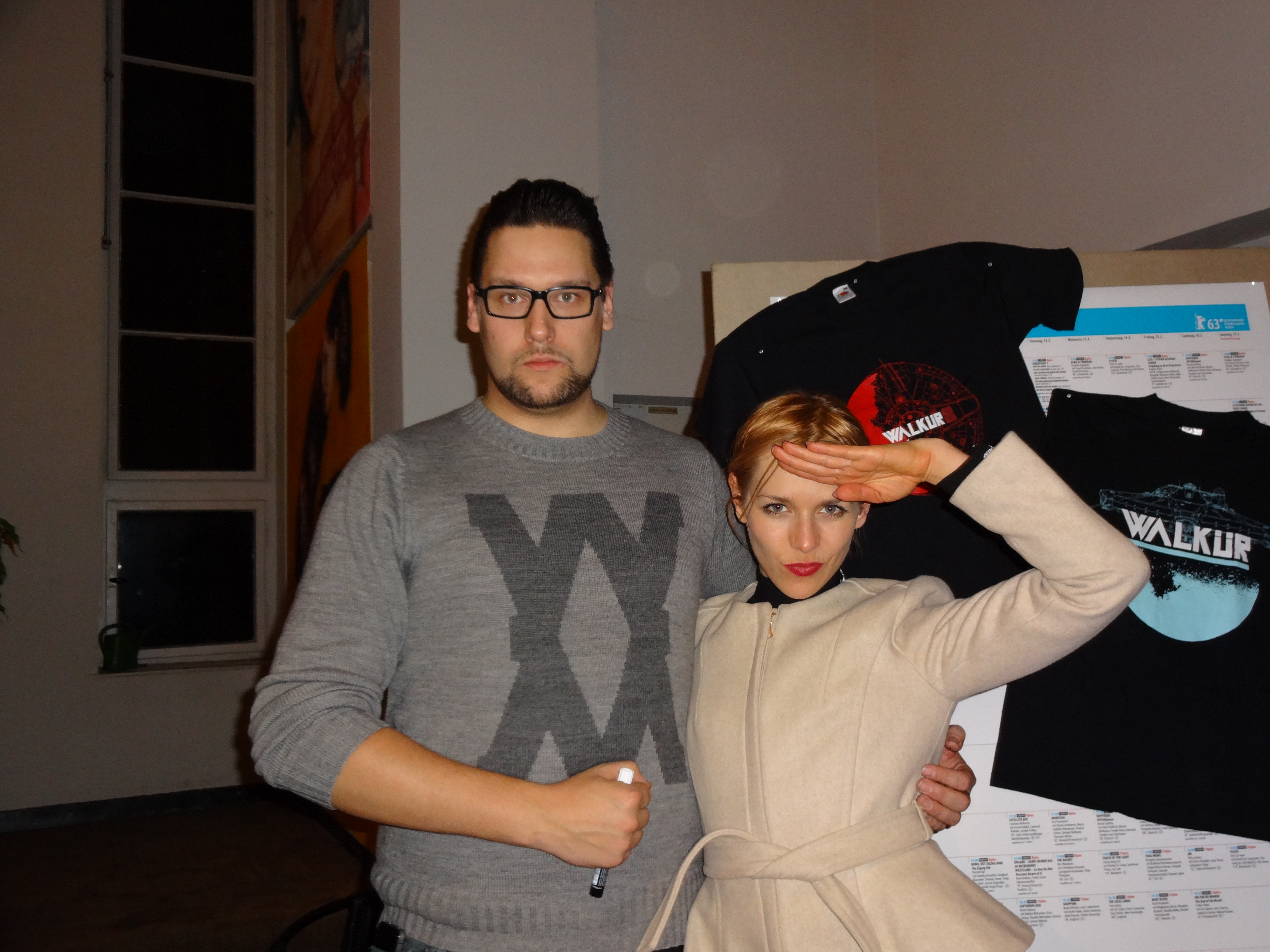
Timo Vuorensola mit Hauptdarstellerin Julia Dietze bei der Präsentation der Director’s Cut Version von Iron Sky (2013)

- 2005: Star Wreck: In the Pirkinning
- 2012: Iron Sky
- 2019: Iron Sky: The Coming Race
- 2022: Jeepers Creepers: Reborn
- 2023:  97 Minutes

## Auszeichnungen
- 2012: Gewinner des Publikumspreises Pegasus und des Hauptpreises des europäischen Wettbewerbs für Langfilme Silberner Rabe für Iron Sky beim Brussels International Fantastic Film Festival
- 2012: Nominiert für den Jury-Hauptpreis Goldener Rabe für Iron Sky beim Brussels International Fantastic Film Festival